# Quiévrechain

Quiévrechain este o comună în departamentul Nord, Franța. În 1 ianuarie 2022 avea o populație de 6.078 de locuitori.